# Copa longespina
Copa longespina is een spinnensoort uit de familie van de loopspinnen (Corinnidae).
De wetenschappelijke naam van de soort werd in 1910 gepubliceerd door Eugène Simon.